# Bellevalia longipes
Bellevalia longipes là một loài thực vật có hoa trong họ Măng tây. Loài này được Post mô tả khoa học đầu tiên năm 1895.